# Conservatori reial de Brussel·les
El Conservatori reial de Brussel·les és un Conservatori de música de nivell superior. Va crear-se durant el Primer Imperi Francès (1813) i rebre el seu nom actual el 1832. És d'ençà aquesta època, la principal i la més alta escola del regne de Bèlgica en els àmbits de la música i del teatre. Són mestres com François-Joseph Fétis, primer director de l'establiment, François-Auguste Gevaert o Joseph Jongen que li han donat el rang que ocupa.
De manera inicial instal·lat al palau de la família Thurn i Tassis, els edificis que ocupa actualment, barreja de tres ales disposades al voltant d'un pati d'honor, són obra de l'arquitecte Jean-Pierre Cluysenaar i han estat edificats entre 1872 i 1876.
1967 va ser l'any de la separació en dues institucions lingüístiques autònomes, el Conservatoire royal de Bruxelles, actualment sota la direcció de Frédéric de Roos, i el Koninklijk Conservatorium Brussel sota la direcció de Peter Swinnen. Les dues institucions es reparteixen els mateixos edificis i entretenen una intensa col·laboració.

## Professors i alumnes destacats
- Jean Absil (1893-1974)
- Isaac Albéniz i Pascual (1860-1909), compositor i pianista
- Antoni Brosa i Vives (1894-1979), violinista[1]
- Charles-Auguste de Bériot (1802-1870), violinista i compositor
- August De Boeck, compositor
- Berthe Di Vito-Delvaux (1915-2005), compositora
- Lara Fabian (1970), cantant
- Paul Gilson, compositor
- Rubén Gimeno (1972), director d'orquestra
- Emmanuel Hiel (1834-1899), escriptor, professor de dicció
- Emma Luart (1892-1968), soprano
- Joseph Mertens (1834-1901), violinista, compositor i director d'orquestra
- Philip Newman (1904-1966), violinista
- Charles Kennedy Scott (1876-1965) musicòleg, guanyador 1r premi d'orgue l'any 1897.
- Alexander Sebald (1869-1934) violinista i compositor hongarès.
- Jules de Swert (1843-1891) violoncel·lista i compositor. 1r premi el 1858.
- Bart Van den Bossche (1965-2013), cantautor
- Alexandra Vandernoot (1965), actriu
- Henri Vieuxtemps (1820-1881), violinista i compositor
- Eugène Ysaÿe (1858-1931), violinista, compositor i director d'orquestra
- Berthold Tours (1838-1897), compositor i director d'orquestra holandès.
- Jules De Glimes (1814-1881), compositor i professor.